# Bullwinkle J. Moose
L'alce Bullwinkle (Bullwinkle J. Moose) è un personaggio dei cartoni animati protagonista delle serie The Rocky and Bullwinkle Show e The Bullwinkle Show andate in onda negli Stati Uniti nel periodo 1959-1964 e prodotte da Jay Ward.

## Descrizione
Si tratta di un alce un po' tonto che vive con lo scoiattolo volante Rocky nella città immaginaria di Frostbite Falls (nella versione italiana "Cascate Surgelate"), Minnesota. Anche se non ci sono prove a favore dell'ipotesi, molti ritengono che la "J" del secondo nome di Bullwinkle, come di altri personaggi creati da Ward, sia una running gag in omaggio al suo nome.
Nonostante la qualità grafica scadente, o forse proprio per questo, le serie che vedono alce e scoiattolo protagonisti divennero oggetto di culto grazie alla scrittura brillante e lo humor sofisticato delle storie.
Le serie di Rocky e Bullwinkle sono state trasmesse in Italia negli anni novanta su circuiti privati, con un doppiaggio che è riuscito a preservare piuttosto bene l'umorismo originale. Nella versione italiana Bullwinkle è doppiato da Franco Latini, mentre Rocky da Willy Moser.
Rocky e Bullwinkle sono stati anche protagonisti di un poco fortunato film del 2000 in tecnica mista, Le avventure di Rocky e Bullwinkle, prodotto da Robert De Niro.